# Нижняя Акимовка
Нижняя Акимовка — упразднённая деревня в Жиздринском районе Калужской области. На момент упразднения являлась административным центром сельского поселения «Деревня Нижняя Акимовка».

## География
Расположена к северу от канала соединяющего реки Скрошенка и Чашенка, приблизительно в 4,5 км (по прямой) к северо-северо-западу от района центра города Жиздра. Являлась конечным пунктом региональной дороги 29Н147 «Жиздра — Нижняя Акимовка» и начальным пунктом дороги 29Н155 «Нижняя Акимовка — Ослинка».

## История
В 2011 году объединен с деревней Верхняя Акимовка в населенный пункт деревня Акимовка.

## Население
Согласно результатам переписи 2002 г. в деревне Нижняя Акимовка проживало 70 человек (из которых русские составляли 93 % населения).